# Uppsala-DLR Asteroid Survey
Le Uppsala-DLR Asteroid Survey (UDAS), aussi connu sous le nom de UAO - DLR Asteroid Survey, est un programme destiné à la recherche et à la poursuite d'astéroïdes et de comètes en mettant plus spécialement l'accent sur la recherche des objets géocroiseurs en coopération avec l'effort global de recherche initié par le WGNEO (Working Group on Near-Earth Objects) de l'Union astronomique internationale. Ce programme est une sorte de suite du OCA-DLR Asteroid Survey qui a été arrêtée faute de crédit. Il ne doit pas être confondu avec l'Uppsala-DLR Trojan Survey qui lui s'intéresse à la recherche d'astéroïdes troyens.
UDAS démarre en 1999 après une période de tests en 1998, les découvertes sont signalées au Centre des planètes mineures.
UAO : Uppsala Astronomical Observatory, Observatoire astronomique d'Uppsala, Uppsala, Suède
DLR : Deutsches Zentrum für Luft- und Raumfahrt
Il est crédité par le Centre des planètes mineures de la découverte de 263 astéroïdes numérotés entre 1999 et 2005.

## Astéroïdes découverts
| (13437) Wellton-Persson | 28 novembre 1999  |
| (15141) 2000 EP106      | 11 mars 2000      |
| (17244) 2000 FF50       | 28 mars 2000      |
| (20709) 1999 XM8        | 2 décembre 1999   |
| (20756) 2000 BC19       | 27 janvier 2000   |
| (20763) 2000 FQ9        | 31 mars 2000      |
| (24181) 1999 XN8        | 2 décembre 1999   |
| (25441) 1999 WG8        | 28 novembre 1999  |
| (27592) 2001 AL44       | 14 janvier 2001   |
| (31878) 2000 FR7        | 29 mars 2000      |
| (36778) 2000 SU1        | 19 septembre 2000 |
| (41503) 2000 QG148      | 26 août 2000      |
| (45026) 1999 WE8        | 28 novembre 1999  |
| (51164) 2000 HR62       | 25 avril 2000     |
| (57987) 2002 QQ6        | 19 août 2002      |
| (60637) 2000 FX30       | 29 mars 2000      |
| (61730) 2000 QJ148      | 27 août 2000      |
| (62003) 2000 RB38       | 5 septembre 2000  |
| (62004) 2000 RG38       | 5 septembre 2000  |
| (65259) 2002 GP         | 3 avril 2002      |
| (65386) 2002 QS6        | 20 août 2002      |
| (68949) 2002 QN6        | 19 août 2002      |
| (71383) 2000 AH151      | 5 janvier 2000    |
| (72278) 2001 AZ51       | 12 janvier 2001   |
| (72992) 2002 EM10       | 15 mars 2002      |
| (75080) 1999 VP24       | 12 novembre 1999  |
| (75226) 1999 WF3        | 19 novembre 1999  |
| (75236) 1999 WB8        | 28 novembre 1999  |
| (76276) 2000 EQ114      | 9 mars 2000       |
| (76277) 2000 ER114      | 9 mars 2000       |
| (76391) 2000 FP7        | 28 mars 2000      |
| (76410) 2000 FC15       | 29 mars 2000      |
| (76830) 2000 SA182      | 19 septembre 2000 |
| (76994) 2001 BW73       | 29 janvier 2001   |
| (77187) 2001 FY9        | 22 mars 2001      |
| (77188) 2001 FZ9        | 22 mars 2001      |
| (78541) 2002 RV117      | 2 septembre 2002  |
| (78818) 2003 QR5        | 17 août 2003      |
| (81207) 2000 FD15       | 29 mars 2000      |
| (83023) 2001 QG178      | 24 août 2001      |
| (84196) 2002 RW117      | 2 septembre 2002  |
| (84530) 2002 UC11       | 29 octobre 2002   |
| (84686) 2002 VG102      | 12 novembre 2002  |
| (86895) 2000 HW34       | 25 avril 2000     |
| (88222) 2001 AY51       | 15 janvier 2001   |
| (89911) 2002 ER8        | 9 mars 2002       |
| (90035) 2002 UQ34       | 31 octobre 2002   |
| (92943) 2000 RD38       | 5 septembre 2000  |
| (92944) 2000 RK38       | 5 septembre 2000  |
| (95794) 2003 FN21       | 25 mars 2003      |
| (95871) 2003 GY34       | 8 avril 2003      |
| (97184) 1999 WG3        | 19 novembre 1999  |
| (97674) 2000 FJ50       | 31 mars 2000      |
| (99508) 2002 EQ8        | 9 mars 2002       |
| (99509) 2002 EL9        | 14 mars 2002      |
| (104440) 2000 FC74      | 31 mars 2000      |
| (105405) 2000 QM148     | 27 août 2000      |
| (105885) 2000 SW180     | 17 septembre 2000 |
| (108918) 2001 PZ14      | 13 août 2001      |
| (109352) 2001 QR153     | 18 août 2001      |
| (111814) 2002 CW299     | 10 février 2002   |
| (112637) 2002 PK80      | 6 août 2002       |
| (113308) 2002 RM187     | 11 septembre 2002 |
| (113309) 2002 RN187     | 11 septembre 2002 |
| (113625) 2002 TD65      | 2 octobre 2002    |
| (114002) 2002 UP34      | 31 octobre 2002   |
| (114030) 2002 VD7       | 2 novembre 2002   |
| (115305) 2003 SR209     | 24 septembre 2003 |
| (115480) 2003 UC11      | 19 octobre 2003   |
| (115504) 2003 UH29      | 23 octobre 2003   |
| (115705) 2003 UU166     | 21 octobre 2003   |
| (119929) 2002 FE7       | 24 mars 2002      |
| (119933) 2002 GN        | 3 avril 2002      |
| (119969) 2002 UU17      | 30 octobre 2002   |
| (122600) 2000 RE38      | 5 septembre 2000  |
| (123816) 2001 BU73      | 29 janvier 2001   |
| (125265) 2001 UT222     | 23 octobre 2001   |
| (127003) 2002 GO        | 3 avril 2002      |
| (127004) 2002 GW1       | 3 avril 2002      |
| (127591) 2003 BF6       | 23 janvier 2003   |
| (127750) 2003 FV16      | 23 mars 2003      |
| (128603) 2004 QP13      | 22 août 2004      |
| (128609) 2004 QB19      | 22 août 2004      |